# Alžběta Blountová
Alžběta Blountová (přibližně 1500–1540), v dobových pramenech označovaná jako Bessie Blountová, byla známá především jako milenka anglického krále Jindřicha VIII.

## Mládí
Alžběta Blountová pocházela z rodu sira Johna Blounta a Katherine Peshallové z Kinletu v hrabství Shropshire.Její otec sloužil u dvora a v roce 1513 doprovázel krále Jindřicha VIII. na válečném tažení do Francie proti Ludvíku XII.
V raném dětství Alžběty Blountové se rodina dostala do kontaktu s Kateřinou Aragonskou, která pobývala na hradě Ludlow během svého krátkého manželství s princem Arturem. Rodiče malé Alžběty Blountové opustili Ludlow krátce po princově smrti.
O Alžbětině mládí se dochovalo málo informací. Jako mladá dívka se stala, patrně díky rodinným konexím z dřívějška, dvorní dámou královny Kateřiny Aragonské. Na královský dvůr přišla na jaře roku 1512. Alžběta měla pověst krásné ženy, ale neexistuje žádný portrét. Byla známá svou dobrou náladou a šel jí tanec i zpěv. Stala se oblíbenou taneční partnerkou krále Jindřicha VIII.
Jeho milenkou se stala okolo roku 1514 a jejich vztah trval přibližně osm let.

## Milenka krále
Vztah Alžběty Blountové s Jindřichem VIII. byl delší než královy ostatními aféry, které byly obvykle krátkodobé a neoficiální.
Zatímco Kateřina Aragonská nedala ani po letech manželství králi mužského potomka, Alžběta Blountová v červnu 1519 porodila králi zdravého syna, Jindřicha FitzRoye, pozdějšího vévodu z Richmondu a Somersetu a hraběte z Nottinghamu. Byl jediným nemanželským dítětem, kterého král oficiálně uznal. Po jeho narození aféra mezi JIndřichem VIII a Alžbětou z neznámých důvodů skončila.
Král vyměnil Alžbětu za Marii Boleynovou. Ani ta nebyla nikdy oficiálně uznána za královu milenku. Pozici veřejné „maîtresse-en-titre“ Jindřich nikdy nenabídl nikomu jinému než Anně Boleynové, Mariině sestře, která ji odmítla.

## Pozdější život
V roce 1522 se Alžběta Blountová vdala za Gilberta Tailboyse. Pár se usadil v Lincolnshire a měl spolu tři děti. Její role ve výchově králova syna je méně zdokumentována, nicméně se na ní nejspíše podílela osobně, nepředala ho do péče chův.
Po smrti Gilberta Tailboyse v roce 1530 se Alžběta provdala za Edwarda Clintona. Svatba se uskutečnila kolem roku 1534 a z tohoto svazku vzešly další tři děti.
Alžběta krátce působila jako dvorní dáma čtvrté manželky Jindřicha VIII., Anny Klévské. a zastávala také roli v domácnosti Kateřiny Howardové. Poté se vrátila na panství svého manžela, kde v červenci 1540 zemřela. Příčinou byla pravděpodobně tuberkulóza.

## Děti
S Jindřichem VIII:

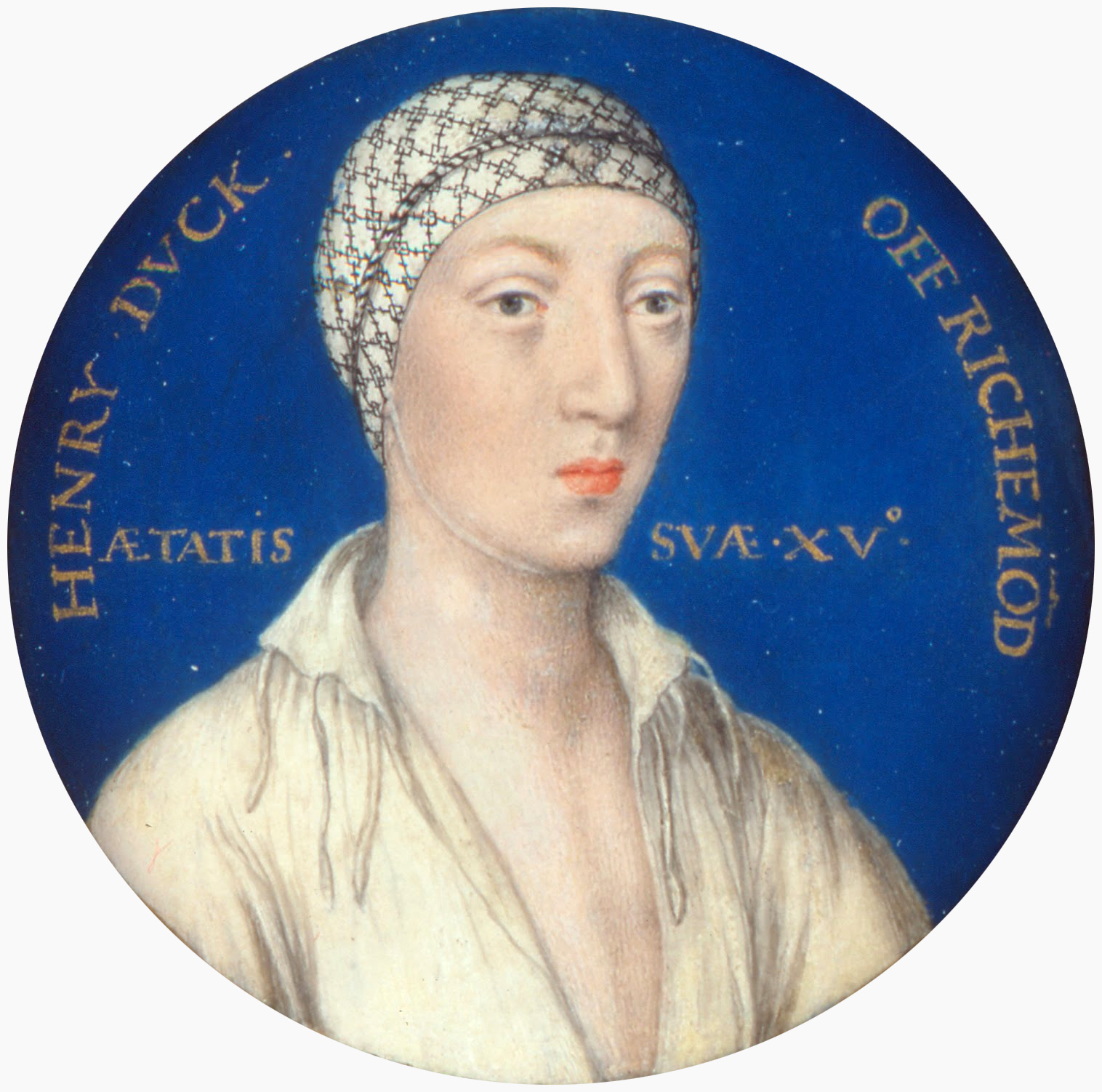
Jindřich FitzRoy

- Jindřich FitzRoy: Ženatý s lady Mary Howardovou, bez potomků.

S Gilberta Tailboysem:
- Alžběta Tailboysová: Dvakrát provdaná, ale bez potomků.
- George Tailboys: Ženatý s Margaret Skipwith, bez potomků.
- Robert Tailboys: Bez potomků.

S Edwardem Clintonem:
- Bridget Clintonová: Provdaná za Roberta Dymokea, 10 dětí.
- Kateřina Clintonová: Provdaná za Williama Burgha, 6 dětí.
- Markéta Clintonová: Provdaná za Charlese Willoughbyho, 5 dětí.